# Улица Лёни Голикова (Санкт-Петербург)
Улица Лёни Го́ликова — улица в Кировском районе Санкт-Петербурга. Проходит от проспекта Стачек до проспекта Народного Ополчения.

## История
На месте пересечения современной улицы Лёни Голикова и проспекта Стачек в начале XVIII века располагалась центральная часть усадьбы Ульянка. С начала XIX столетия и до революции усадьба принадлежала Шереметевым, при которых главный дом был перестроен в камне по проекту архитектора Корсини. Здание было разрушено в годы Второй мировой войны.
Улица была так названа в январе 1964 года в честь юного партизана Леонида Александровича Голикова.

## Объекты
- по нечётной стороне улицы Лёни Голикова к проспекту Народного Ополчения примыкает садоводческое товарищество Кировского завода.
- дом 29 — кинотеатр «Орбита»

## Транспорт
- Метрополитен: станция «Проспект Ветеранов» (820 м)

На пересечении с проспектом Стачек:
- Автобусы: № 20, 108, 162, 200, 204Э, 210, 401, 484, 487
- Трамваи: № 36, 52
- Маршрутные такси: № 401А, 650А

На пересечении с проспектом Ветеранов:
- Автобусы: № 52, 68, 68А, 81, 88, 103, 130, 145, 145Б, 145Э, 160, 162, 181, 242, 246, 256, 265, 284, 297, 329, 345, 639А
- Троллейбусы: № 20, 29, 37, 44, 46
- Маршрутные такси: № 105А, 486В, 631, 635, 639Б, 650А, 650Б, 650В

непосредственно по улице проезжают:
- Автобусы: № 162, 256
- Маршрутные такси: № 650А

На пересечении с проспектом Народного Ополчения:
- Автобусы: № 18, 89

## Пересечения
Улица имеет пересечения со следующими проспектами:
- проспект Стачек
- проспект Ветеранов
- проспект Народного Ополчения